# Талица (приток Митьки)
Талица — река в России, протекает в Тутаевском районе Ярославской области; правый приток реки Митька.
Сельские населённые пункты около реки: Ивановское, Мишутино, Михайлово, Лапино, Аносово.